# Xavier-Boniface Saintine
Xavier-Boniface Saintine, ursprungligen Joseph-Xavier Boniface, född den 10 juli 1798 i Paris, död där den 21 januari 1865, var en fransk skriftställare.
Saintine debuterade 1817 och skrev dikter, romaner och tillsammans med Scribe med flera inte mindre än 200 teaterstycken (signerade Xavier). Hans berömdhet, vilken en gång var stor, vilar emellertid uteslutande på romanen Picciola (1836; många upplagor; svensk översättning "Picciola", 1848), som översattes till alla europeiska språk och förskaffade honom Montyonska priset. Även en del av hans andra arbeten översattes till svenska.